# Saeb Erekat

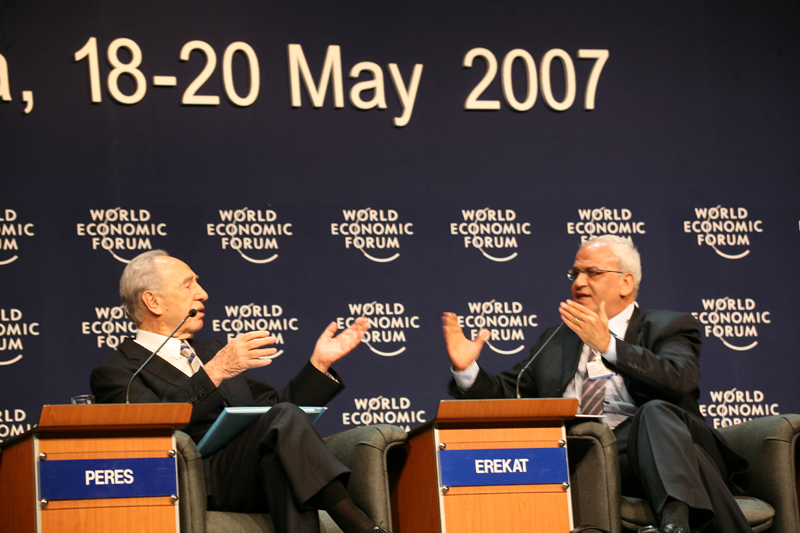
Ông Saeb Erakat (phải) trong một buổi thương lượng với đại diện của phía Ixrael vào năm 2007

Saeb Erekat Salih Muhammad hay còn gọi là Saeb Erakat, phát âm tiếng Việt: Xa-ép Ê-rê-cát (tiếng Ả Rập: صائب عريقات Ṣāib Urayqāt hoặc Rēqāt; sinh ngày 28 tháng 4 năm 1955 tại Jordan thuộc phần phía Đông Jerusalem) là trưởng đoàn đàm phán cấp cao về hòa bình Trung Đông của Palestine. Ông đóng vai trò quan trọng trong tiến trình hòa bình ở Trung Đông. Là nhà đàm phán, nhà thương thuyết hàng đầu của Palestin. Ông đã đàm phán Hiệp định Oslo với Israel và vẫn là trưởng đoàn đàm phán của Palestin từ năm 1995 cho đến năm 2003, khi ông từ chức để phản đối từ chính quyền Palestine sau đó hòa giải với đảng và được bổ nhiệm lại từ tháng 9 năm 2003. Ông hiện là một phần của Nhóm thương lượng Israel-Fatah đàm phán với Israel để thành lập nhà nước Palestine trên thực tế.

## Tiểu sử
Saeb Erekat sinh ngày 28 tháng 04 năm 1955 tại Abu-Dis Đông Giê-ru-sa-lem, nơi mà trên danh nghĩa là thuộc về Jordan. Sinh ra trong một gia đình Hồi giáo, Erekat là một trong bảy người con, với anh chị em của ông sống bên ngoài của Israel hoặc các vùng lãnh thổ Palestine. Erekat được đào tạo bài bản tại Hoa Kỳ và hoàn thành bằng tiến sĩ của ông về đề tài nghiên cứu Hòa bình và xung đột tại Đại học Bradford nước Anh. Sau khi đạt được học vị tiến sĩ trong các công trình nghiên cứu hòa bình tại Bradford, Erekat quay về Palestin và đảm nhận sứ mạng là nhà thương lượng cho công cuộc đấu tranh của nhân dân Palestin giành quyền tự quyết.